# Relictmeeuw
De relictmeeuw (Ichthyaetus relictus; synoniem: Larus relictus) is een vogel uit de familie Laridae (meeuwen).

## Wetenschappelijke naam
Deze meeuw werd in 1931 door Einar Lönnberg ontdekt en toen beschreven als een ondersoort van de zwartkopmeeuw (Larus melanocephalus relictus). Er was toen slechts één specimen. In 1970 ontdekten Russische ornithologen broedkolonies en bleek deze meeuw geen ondersoort.

## Kenmerken
De vogel is 44 cm lang en weegt 420 tot 665 gram. De meeuw lijkt op de zwartkopmeeuw met een overwegend zwarte kop die echter tussen de snavel en het oog geleidelijk bleekbruin kleurt. De vogel heeft opvallend brede, witte oogleden. De nek, borst, buik, stuit en staart zijn wit, de mantel en vleugeldekveren zijn heel lichtgrijs. De vleugelpunten zijn zwart met een typische patroon van witte uiteinden aan de handpennen.

## Verspreiding en leefgebied
Deze soort komt voor van Kazachstan tot Mongolië en het noordelijke deel van Centraal-China. Het leefgebied zijn meren die liggen in hooggelegen (tot 1500 m boven de zeespiegel) droge steppegebieden. Daar broeden ze op eilandjes die minstens 100 m van de oever liggen. De vogel mijdt plaatsen waar menselijke activiteiten plaatsvinden.
Buiten de broedtijd zijn de meeuwen in Zuid-Korea waargenomen. Mogelijk trekken ze 's winters naar de kusten van China en Korea.

## Status
De grootte van de populatie wordt geschat op 15.000-30.000 individuen. Dit aantal is hoger dan eerder werd gedacht, dankzij de ontdekking van nieuwe kolonies in 2010 en 2011. Toch is de vogel kwetsbaar voor uitsterven omdat kolonies snel worden verlaten als meren opdrogen en als eilanden begroeid raken en met de oever verbonden raken. Door klimaatverandering zijn dit geen hypothetisch voorkomende processen. Verder is de vogel zeer gevoelig voor menselijke activiteiten. Om deze redenen staat de relictmeeuw toch als kwetsbaar op de Rode Lijst van de IUCN.